# Skraveltjärnen (Stensele socken, Lappland)
Skraveltjärnen är en sjö i Storumans kommun i Lappland och ingår i Umeälvens huvudavrinningsområde.